# Ambienti glaciali del Gruppo del Monte Rosa
Ambienti glaciali del Gruppo del Monte Rosa este o arie protejată (arie specială de conservare — SAC, sit de importanță comunitară — SCI, arie de protecție specială avifaunistică — SPA) din Italia întinsă pe o suprafață de 8.645 ha, integral pe uscat.

## Localizare
Centrul sitului Ambienti glaciali del Gruppo del Monte Rosa este situat la coordonatele 45°54′04″N 7°47′34″E / 45.901111°N 7.792778°E.

## Înființare
Situl Ambienti glaciali del Gruppo del Monte Rosa a fost declarat sit de importanță comunitară în septembrie 1995 pentru a proteja 7 specii de animale. Alte tipuri de protecție:
- arie de protecție specială avifaunistică (în ianuarie 2003)[3]
- arie specială de conservare (în februarie 2013)[2][4][5]

## Biodiversitate
Situată în ecoregiunea alpină, aria protejată conține 17 habitate naturale: Lespezi calcaroase, Ghețari permanenți, Pajiști boreale și alpine pe substrat silicios, Grohotișuri calcaroase și de șisturi calcaroase de la nivelul montan până la nivelul alpin (Thlaspietea rotundifolii), Păduri alpine de Larix decidua și/sau Pinus cembra, Pante stâncoase calcaroase cu vegetație casmofită, Formațiuni pioniere alpine de Caricion bicoloris-atrofuscae, Mlaștini alcaline, Tufărișuri subarctice cu Salix spp., Formațiuni ierboase bogate în specii de Nardus, dezvoltate pe substraturi silicioase în zone montane (și în zone submontane, în Europa continentală), Grohotișuri silicioase de la nivelul montan până la nivelul zăpezii (Androsacetalia alpinae și Galeopsietalia ladani), Pajiști alpine și subalpine calcaroase, Pajiști alpine și boreale, Râuri de munte și vegetația erbacee de pe malurile acestora, Roci stâncoase cu vegetație pionieră de Sedo-Scleranthion sau Sedo albi-Veronicion dillenii, Izvoare petrifiante cu formare de travertin (Cratoneurion), Pante stâncoase silicioase cu vegetație casmofită.
La baza desemnării sitului se află mai multe specii protejate de  păsări (7): potârnichea de stâncă (Alectoris graeca saxatilis), acvilă de munte (Aquila chrysaetos), Lagopus muta helvetica, Lyrurus tetrix tetrix, cinghiță alpină (Montifringilla nivalis), pietrar sur (Oenanthe oenanthe), Pyrrhocorax pyrrhocorax
Pe lângă speciile protejate, pe teritoriul sitului au mai fost identificate 22 de specii de plante, 5 specii de mamifere.